# W.E.B. Du Bois
William Edward Burghardt (W.E.B.) Du Bois czyt. [dʊˈboɪz] (ur. 23 lutego 1868 w Great Barrington w stanie Massachusetts, zm. 27 sierpnia 1963 w Akrze) – amerykański pisarz, socjolog, krytyk, intelektualista, działacz społeczny i socjalistyczny. Współzałożyciel Ruchu Niagara (ang. Niagara Movement), NAACP (Narodowe Stowarzyszenie na rzecz Postępu Ludzi Kolorowych) oraz V Konferencji Panafrykańskiej w Manchesterze. Redaktor organu prasowego NAACP – The Crisis.
Du Bois jest uznawany za jednego z czołowych działaczy przeciwko dyskryminacji oraz segregacji rasowej w Stanach Zjednoczonych. Nazywany jest także ojcem panafrykanizmu. Urodził się sześć lat po ogłoszeniu emancypacji, zmarł w wigilię Marszu na Waszyngton.

## Życie i działalność

### Pochodzenie
Du Bois wywodził się z rodziny wyzwolonych czarnych niewolników. Dziadek Du Bois do Stanów Zjednoczonych przybył z Haiti.

Niewiele mi wiadomo na temat życia dziadka na Haiti w latach 1821-1830. Od 18 do 27 roku życia zawiązał znajomości, ustatkował się, ożenił się i w 1825 urodził mu się syn, a mój ojciec – Alfred. Nie wiem, jaką pracę wykonywał, ale prawdopodobnie zarządzał plantacją i angażował się w handel morski z USA. Nie wiem, z kim się żenił, nie wiem też, kim byli krewni jego wybranki. Mógł był wżenić się do rodziny Elie Du Bois, wielkiego haitańskiego nauczyciela. Nie jest też jasne, dlaczego w 1830 wyjechał z Haiti. Być może z powodu groźby wojny z Francją w dobie rewolucji w 1830 roku oraz upadku Karola X.

O swoim dziedzictwie Du Bois pisał:

Cała powódź czarnej krwi, kapka francuskiej, odrobinę holenderskiej, ale, dzięki Bogu!, ani trochę anglosaskiej.

### Wczesne lata
Urodził się w Great Barrington – małym miasteczku w zachodnim Massachusetts, w którym osoby czarnoskóre stanowiły niewielką grupę. Nigdy nie poznał ojca, gdyż ten zmarł krótko po narodzinach syna. Chodził do tzw. zintegrowanego gimnazjum (uczęszczali do niego zarówno biali i czarni). Zajmował się także pracą dorywczą, aby wspierać finansowo matkę.

### Edukacja
Po ukończeniu gimnazjum dostał się na Fisk University w Nashville, w Tennessee. Uniwersytet Fisk był jednym z historycznych czarnych koledży i uniwersytetów (ang. Historical Black Colleges and Universities), czyli takich, które przeznaczone były dla czarnych obywateli Stanów Zjednoczonych. W 1890 r. uzyskał licencjat na Uniwersytecie Harvarda. W latach 1892–1894 studiował na Uniwersytecie Berlińskim. W 1895 r. na Harvardzie obronił też pracę doktorską pod tytułem: The Surpression of the African Slave Trade to the United States of America, 1638-1870 (Zatajanie/Tłumienie afrykańskiego handlu niewolnikami do Stanów Zjednoczonych Ameryki w latach 1683-1870), która była pierwszym tomem z serii Studiów Historycznych Harvardu. Tam też przez dwa lata był pracownikiem naukowym na wydziale historii. Był też pierwszym Afroamerykaninem, który uzyskał doktorat na tej uczelni. Pomimo dobrych referencji Du Bois z powodu dyskryminacji miał jedynie opcję podjęcia pracy w Wilberforce College – małej, zaściankowej szkole dla czarnoskórych w Ohio.

### Działalność

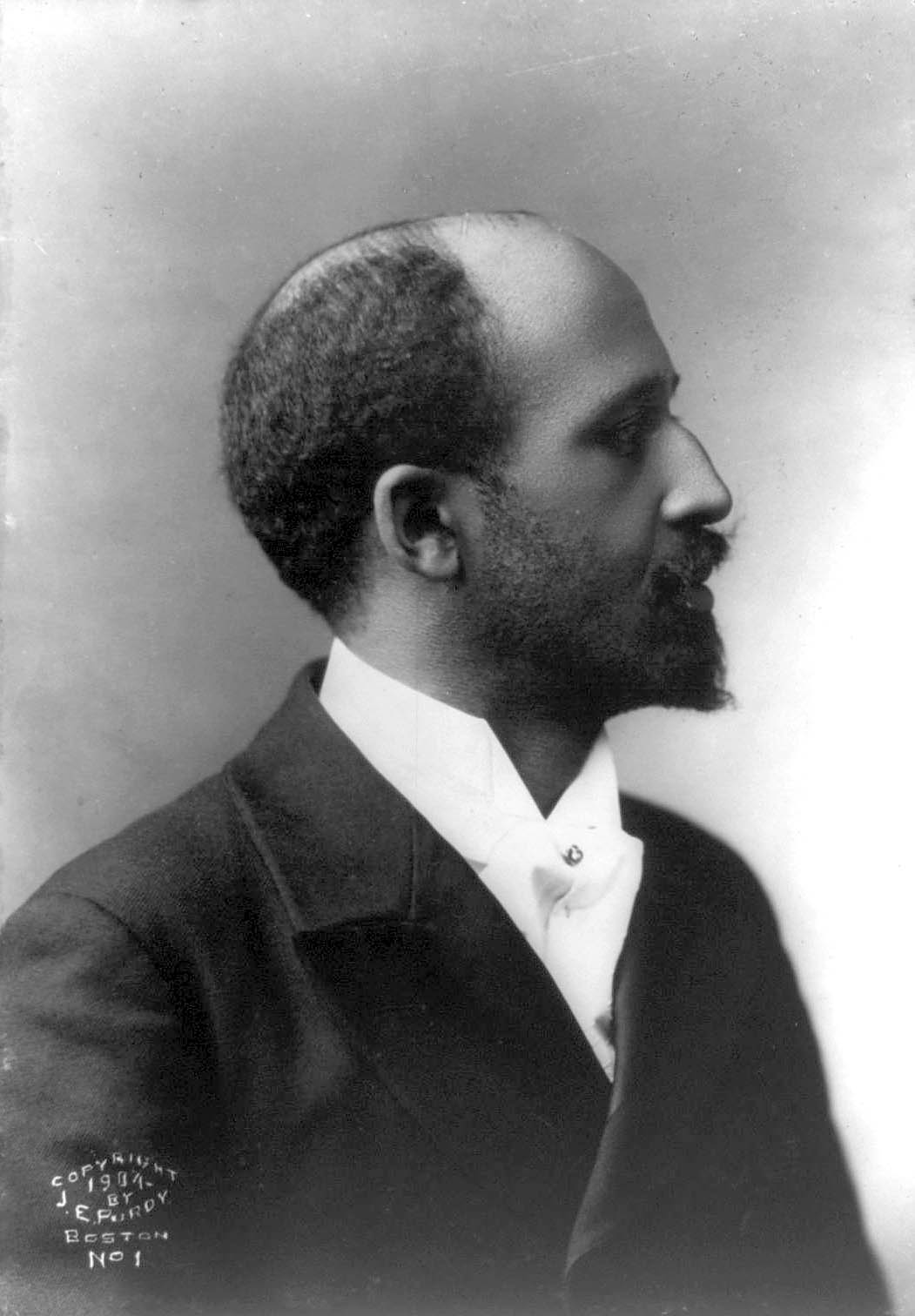
Du Bois w 1904 r.

Pierwszą organizacją na rzecz praw człowieka współtworzoną przez Du Bois był Ruch Niagara (1905-1910). Ruch Niagara stał w opozycji do ewolucjonistycznej polityki Bookera T. Washingtona w sprawie równych praw czarnych i białych w Stanach Zjednoczonych. Założycielom Ruchu Niagara chodziło o natychmiastowe zrównanie praw. Du Bois współtworzył NAACP – ruch na rzecz praw człowieka, który z założenia miał wielorasowy charakter, a jego celem było urzeczywistnienie 13., 14. oraz 15. poprawki Konstytucji Stanów Zjednoczonych na drodze pokojowej, na przykład poprzez procesy sądowe wytaczane przeciwko lekceważącym je. W 1910 r. wyjechał z Atlanty do Nowego Jorku, gdzie założył organ prasowy NAACP – "The Crisis" (Kryzys). W 1934 r. Du Bois napisał dwa artykuły o czarnym separatyzmie i jego ekonomicznych zaletach. Du Bois był członkiem braterstwa Alfa Fi Alfa (ΑΦΑ) – pierwszego braterstwa w Stanach Zjednoczonych założonego przez czarnych. Był także członkiem honorowego stowarzyszenia studenckiego w USA: Phi Beta Kappa.

### Późniejsze lata
Du Bois wraz z kilkoma innymi naukowcami został zaproszony przez ambasadora Japonii na wycieczkę po Dalekim Wschodzie (najprawdopodobniej dlatego, że Du Bois był jednym z tych, którzy wychwalali Japonię po wygranej wojnie z carską Rosją w 1905 r.). Wycieczka miała obejmować Japonię i ZSRR. Do Związku Radzieckiego Du Bois jednak nie przyjechał, gdyż jego kontakt dyplomatyczny – Karol Radek został usunięty fizycznie w czasie wielkiej czystki. W 1936 r. był także w III Rzeszy. Z jednej strony wychwalał sukces ekonomiczny, z drugiej potępiał bestialskie traktowanie Żydów, które porównywał do inkwizycji czy afrykańskiego handlu niewolnikami. Po śmierci Stalina Du Bois ocenił go jako wielkiego człowieka, któremu w XX w. niewielu dorównuje. W 1959 r. otrzymał Międzynarodową Leninowską Nagrodę Pokoju. W 1961 r. wstąpił do Komunistycznej Partii Stanów Zjednoczonych.

## Twórczość

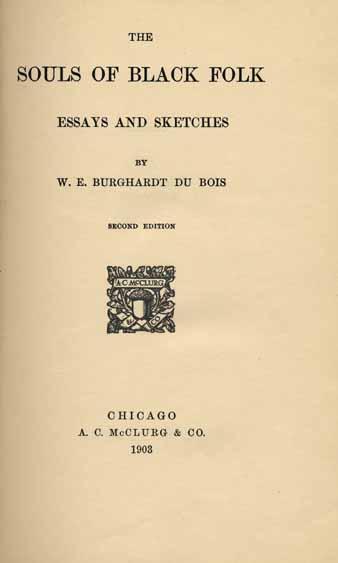
Strona tytułowa Souls of Black Folk

### Praca naukowa
W 1896 r. pojechał wraz z żoną do Filadelfii, gdzie dla Uniwersytetu Pensylwanii prowadził badania socjologiczne w czarnych dzielnicach tego miasta. Na ich przykładzie starał się wyjaśnić, co było czynnikiem kryminogennym wśród czarnoskórych mieszkańców Stanów Zjednoczonych. Wyróżnił trzy czynniki determinujące przestępczość: (I) napięcie wywołane przez rewolucję społeczną, której doświadczyli czarni, odzyskując wolność oraz próbując odnaleźć swoją pozycję w społeczeństwie. (II) Czynnikiem, który decydował o zmniejszeniu przestępczości było stopniowe nabieranie statusu społecznego przez podnoszenie poziomu wykształcenia. (III) Aby problem przestępczości sprowadzić do minimum, czarna społeczność w Ameryce potrzebuje zmian strukturze klasowej oraz przywódców (wyjątkowych mężów), którzy ją poprowadzą W 1897 r. wstąpił na Atlanta University. W 1903 r. opublikował zbiór artykułów The Souls of Black Folk (Dusze Czarnego Ludu). W owej książce Du Bois stwierdził, że kluczowym problemem XX wieku jest tzw. linia koloru (the color-line), która wyznacza status społeczny. Kwestia dotyczy zarówno podziału świata na lepszy („pierwszy”) i gorszy („trzeci”), jak i tego, jakie znaczenie ma kolor skóry w życiu codziennym.

### Africana
W 1960 r. Du Bois był obecny przy zaprzysiężeniu swojego przyjaciela Kwame Nkrumaha na pierwszego prezydenta niepodległej Ghany. Rok później Nkrumah zaproponował mu pozostanie w Ghanie i rozpoczęcie pracy nad Encyclopædia Africana – encyklopedii opisującej losy Afrykanów w Afryce i na świecie, afrykańskiego odpowiednika Encyklopedii Britannica. Du Bois już wcześniej wspominał o pragnieniu stworzenia takiego dzieła. W eseju z 1945 r. The Need of an Encyclopedia of a Negro (Zapotrzebowanie na Encyklopedię Czarnego) pisał, że młodzi jak i starzy potrzebują tego typu dzieła, aby poprawić stan wiedzy na temat ludzi czarnej rasy i dzięki temu odstawić na bok tradycje i uprzedzenia utrudniające dialog. Projektu jednak nigdy nie ukończył. Jednak w 1999 r. Kwame Anthony Appiah oraz Henry Louis Gates Jr po wielu latach zbierania pieniędzy, materiałów oraz kadry wydali encyklopedię o tytule: Africana: The Encyclopedia of the African and African American Experience. Africana jest zarazem kontynuacją i hołdem dla naukowej pracy W.E.B. Du Bois.

### Książki
- Black Reconstruction in America, 1860-1880 (Wstęp David Levering Lewis – biograf Du Bois) (Free Press: 1995 przedruk oryginału z 1935 roku) ISBN 0-684-85657-3. Jest to najbardziej obszerna praca Du Bois (zawiera 768 stron).
- The Suppression of the African Slave Trade to the United States of America: 1638–1870 Rozprawa doktorska, 1896, (Harvard Historical Studies, Longmans, Green, and Co.: New York) Całość tekstu
- The Study of the Negro Problems (1898)
- The Philadelphia Negro (1899)
- The Negro in Business (1899)
- The Evolution of Negro Leadership. The Dial, 31 (July 16, 1901).
- The Souls of Black Folk(1903) Anglojęzyczna wersja książki na Project Gutenberg
- Voice of the Negro II (September 1905)
- John Brown: A Biography (1909)
- Efforts for Social Betterment among Negro Americans (1909)
- Atlanta University's Studies of the Negro Problem (1897-1910)
- The Quest of the Silver Fleece (1911)
- The Negro (1915)
- Darkwater (1920)
- The Gift of Black Folk (1924)
- Dark Princess: A Romance (1928)
- Africa, its Geography, People and Products (1930)
- Africa: Its Place in Modern History (1930)
- Black Reconstruction: An Essay toward a History of the Part which Black Folk Played in the Attempt to Reconstruct Democracy in America, 1860-1880 (1935)
- What the Negro has Done for the United States and Texas (1936)
- Black Folk, Then and Now (1939)
- Dusk of Dawn: An Essay Toward an Autobiography of a Race Concept (1940)
- Color and Democracy: Colonies and Peace (1945)
- The Encyclopedia of the Negro (1946)
- The World and Africa (1946)
- Peace is Dangerous (1951)
- I take my stand for Peace (1951)
- In Battle for Peace (1952)
- The Black Flame: A Trilogy
- The Ordeal of Mansart (1957)
- Mansart Builds a School (1959)
- Africa in Battle Against Colonialism, Racialism, Imperialism (1960)
- Worlds of Color (1961)
- An ABC of Color: Selections from Over a Half Century of the Writings of W. E. B. Du Bois (1961)
- The World and Africa, An Inquiry into the Part Which Africa has Played in World History (1965)
- The Autobiography of W.E. Burghardt Du Bois (International publishers, 1968)

### Artykuły
- The American Negro Academy Occasional Papers, 1897, No. 2 "The Conservation Of Races" (Tekst w całości)
- The Need of an Encyclopedia of a Negro (1945)